# Muldenhauer

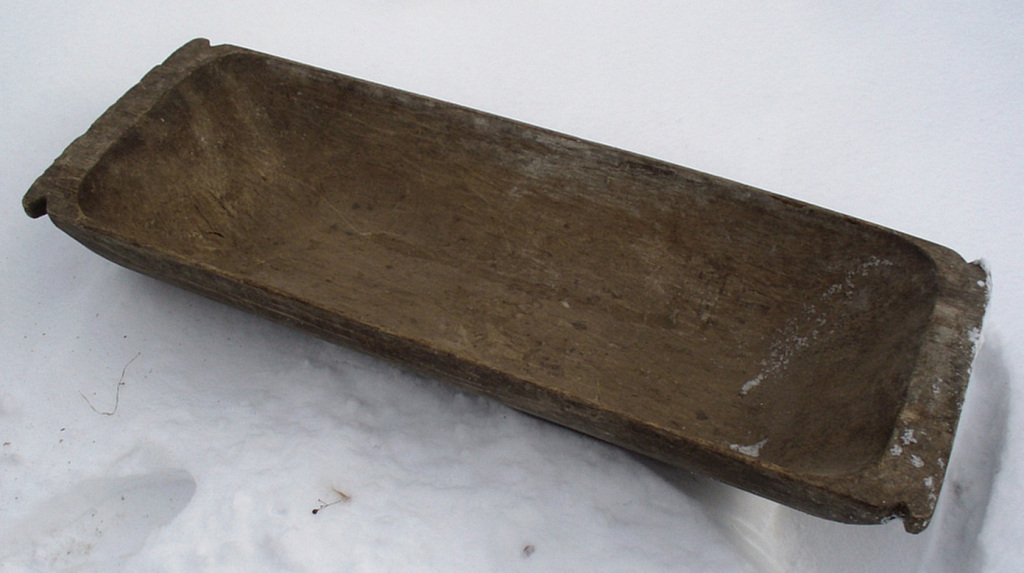
Hölzerne Wanne (Molle oder Mulle)

Der Ausdruck Muldenhauer (Moldenhauer, niederdeutsch Mollenhauer) bezeichnet einen handwerklichen Beruf, bei dem hölzerne Wannen (Mollen oder Mullen) in verschiedenen Größen hergestellt werden. Diese werden aus einem vollen, halbierten Baumstamm gearbeitet und nicht zusammengesetzt.
Beim Muldenhauen (Mollenhauen) wird ein Stück Holz so ausgehöhlt, dass eine Mulde (Molle) entsteht. Mit einem sogenannten Dexel hackt der Muldenhauer zunächst grob eine Senke aus. Anschließend schabt er sie mit einem Ziehmesser rund aus und schmirgelt das Werkstück glatt. So entsteht ein wannenartiges Holzgefäß. Die besondere Herausforderung ist hierbei, das Holz aus der Höhlung nicht etwa einfach zu zerkleinern, sondern möglichst in einem Stück herauszulösen. Aus diesem Block kann dann nämlich eine zweite, kleinere Mulde hergestellt werden und aus deren Innerem u. U. sogar noch eine dritte, wiederum kleinere. Dies entspricht den früheren Gegebenheiten als das Material teurer war als die Arbeitszeit.
Das fertige Muldenstück oder Holzgefäß wurde bei Schlachtungen und im Bäckergewerbe benutzt. Backmulden fertigten auch die Holzbitzler.
1933 zählten sich ca. 900 Personen zur Innung der Muldenhauer. Davon waren nicht alle hauptberuflich Muldenhauer, sondern z. B. Zimmermann, Dachdecker oder Maurer, die im Winter keine Arbeit fanden und deswegen Mullen herstellten.
Heute werden solche Gefäße kaum noch gekauft, da Gefäße aus anderen Materialien einfacher herzustellen und zu handhaben sind. Der Beruf des Muldenhauers stirbt daher aus. In Deutschland gingen mit Stand November 2011 noch 50 bis 60 Personen diesem Handwerk nach. Die Muldenhauer gehörten traditionell zur Zunft des Fass-Handwerks. Allerdings zählt sich keiner von ihnen zu den Mitgliedern des Verbandes.